# 光波ホーミング誘導
本項では、光波を媒体としたホーミング誘導について述べる。

## 原理
光波のうち、可視光と紫外線（UV）は太陽光からの反射というかたちで使用されるため、日中しか使用できない。可視光は、指令誘導と組み合わせた複合誘導としての画像誘導に用いられることがある。紫外線のみを使用した誘導装置はないが、ハイブリッド方式として使われている例はあり、目標識別に効果がある。
これに対し、赤外線（IR）は昼間だけでなく、太陽のない夜間でも使用することができる。全ての物体は分子運動によって熱を発生し、外部に放射しているが、赤外線利用にとって好都合なことは、地上物体の放射するエネルギーの波長帯が赤外線領域にあることである。通常、赤外線誘導はパッシブ方式で使われるが、下記のようにレーザーを用いたセミアクティブ方式で使われる場合もある。
なお、パッシブ方式で運用される赤外線装置は、目標の捜索または追尾を行うときにエネルギーの放射を行わないので、秘匿性が高く、兵器として適している。従来は対空ミサイルで主用されており、アメリカ軍の過去25年間の被撃墜の90 %は赤外線誘導ミサイルによる撃墜とされる。また、検知波長の変化や誘導システムの進歩に伴い、対艦ミサイルや対戦車ミサイルへの採用例も出始めている。
なお、赤外線誘導の空対空ミサイル発射のためのNATOの略式コードはFox Twoである。

### 分類
ホーミング誘導であることから、飛翔経路としては比例航法 (Proportional navigation) が用いられる。
ホーミング誘導は、目標の情報を得る手段によって、ミサイルに搭載する受信機のみで誘導を行うパッシブ方式、ミサイル外部の目標照射エネルギーの反射を利用するセミアクティブ方式、送受信装置をミサイルに搭載するアクティブ方式とに三分類されるが、媒体に通常の光波を使用する場合、大気による減衰が大きいことから、パッシブ方式のみに使用される。一方、レーザーであれば収束性・指向性に優れていることから、目標に対して照射されることもあるが、アクティブ方式でレーザーを搭載する方式は実戦配備に至っておらず、セミアクティブに限られる。
処理方式としては、目標を、点状の赤外線放射源の分散、すなわち画像として扱う場合と、一つの大きな赤外線放射源、すなわち点として扱う場合の2方式がある。このうち点として処理するものとしては、レティクル方式と四分割（四象限追尾）方式があるが、四分割方式はレーザ誘導でのみ用いられており、レーザ誘導で最も一般的な処理方式となっている。
この結果、センサ部の方式としては上記のような様々な方式の組み合わせが想定されるものの、実際の実装としては、古典的な赤外線誘導で用いられるレティクル方式、イメージ方式（赤外線画像誘導）、レーザー誘導方式にほぼ大別できる。またこのほか、指令誘導と組み合わせた複合誘導として、可視光による画像誘導も行われる。

### 媒体と目標の特性
物体からの熱放射には、プランクの法則、キルヒホッフの法則、シュテファン＝ボルツマンの法則、ウィーンの変位則の4つの法則があてはまり、放射される赤外線の周波数は、その温度に規定される。しかしその様々な波長の赤外線のなかで軍事利用されているのは、大気の透過率の高いものと、検知器の利用できるものが合致した特定の波長帯であり、おおむね、可視より少し長い波長から12マイクロメートルまでに限られる。
車両・艦艇
数度程度高い車体/船体と、やや高温の機関部から構成されており、約10µmをピークとする放射がある。アスペクト角によって放射強度が大きく変化するほか、特に長距離での捕捉においては地球の曲率の影響を強く受ける。
背景は地表、海面等から構成されており、コントラストが比較的小さく、クラッターの影響が大きい。
航空機・巡航ミサイル
航空機では、多くの場合、機体の後部において高温のジェットエンジンやその排気による放射が、また前縁を中心に機体全体において空力加熱（空気に機体がぶつかることで断熱圧縮される）による放射がある。
- 排気によるもの: 機体後部の排気口の3マイクロメートル（µm）程度をピークとして、後方に排出されるジェット排気（プルーム）においては、加熱された二酸化炭素ガスを中心として、5µm程度までの赤外線が放射される。
- 空力加熱によるもの: ほぼ10µm帯（波長8〜12µm）に相当する。

背景は空や雲、地平線/水平線などにより構成されており、比較的大きなコントラストがある。
なお赤外線は、周波数の特性上、電波よりも大気圏内での透過性が低い。このことから、旧西側諸国においては、視程外射程のAAMにはレーダー誘導を、視程内射程のミサイルにはIRH誘導を採用していることが多い。一方、旧東側諸国においては、標的の回避を困難にして命中確率を向上させるために、レーダー誘導と赤外線誘導の2種のミサイルを同時に発射する戦法をとることから、視程外射程のAAMにもIRH誘導を採用している場合がある。
弾道ミサイル
大気圏再突入時、再突入体は極超音速（IRBMでも秒速2km程度、ICBMであれば秒速約7km程度）となることから、空力加熱により数千度以上に加熱され、短い波長の放射を多く出す。

## 赤外線誘導 (レティクル追尾方式)

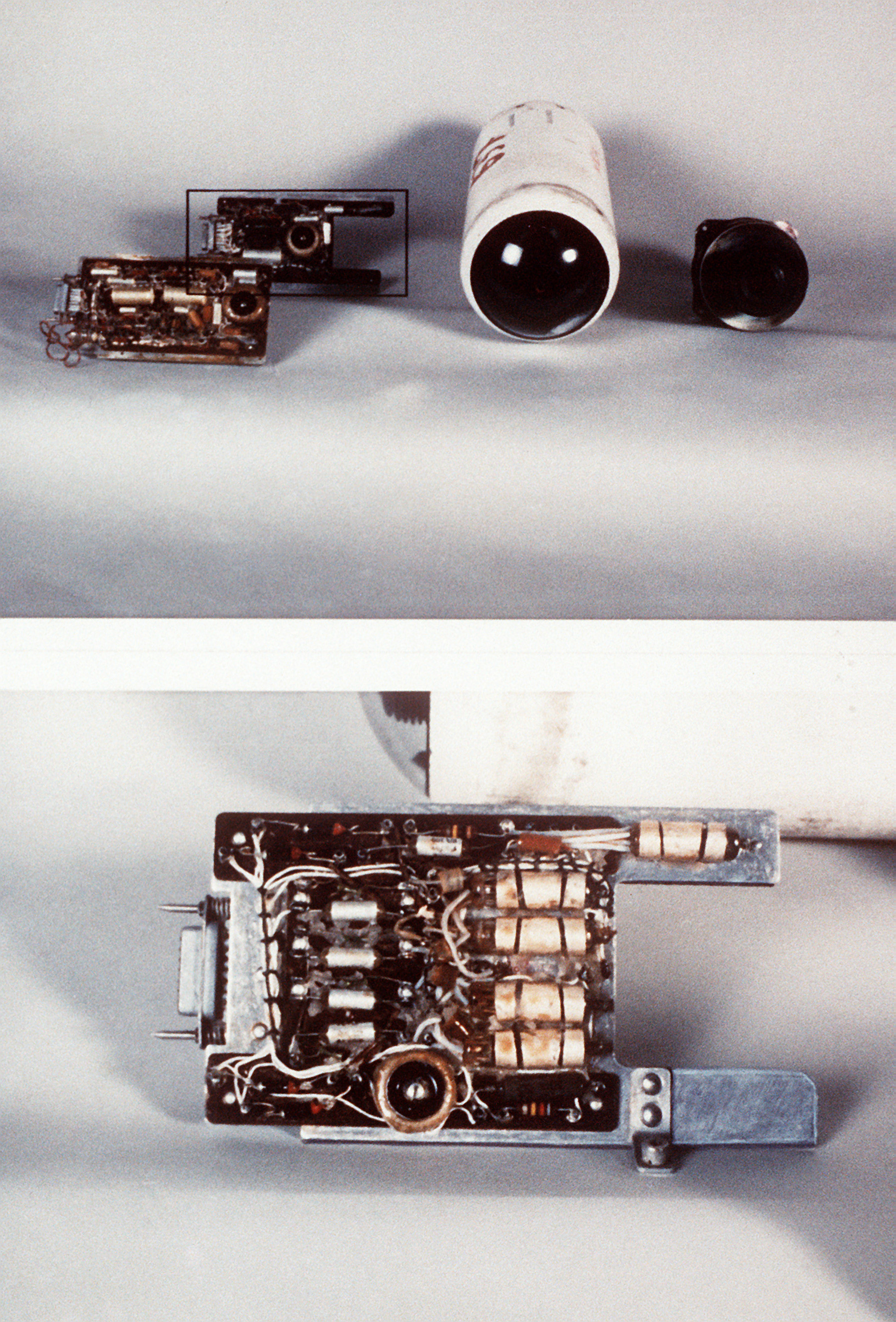
K-13空対空ミサイルのシーカー部。レティクル追尾方式を採用している。

赤外線誘導（英語: Infrared homing guidance, IRH誘導）は、目標が発する赤外線（InfraRed, IR）を赤外線センサによって捉え、目標を追尾して命中させる誘導方式。目標を点状の赤外線源として処理する場合において、レティクル追尾は、古くから赤外線誘導装置において用いられてきた方式である。この方式では、目標が発した赤外線は光学系を通じてまずレティクルに入射したのち、検知器において信号を発生する。

### レティクル
レティクルは、円形の光学材料のうえに赤外線の透過・不透過の模様を描いたものであり、目標熱源からのエネルギーをシーカーとの相対的な目標の位置に応じて変調するために用いられる。
最初期に用いられていたのが朝日レティクル（rising sun reticle）である。その表面の半分以上は50％の透過率であり、残りの半分は、透明な楔形と不透明な楔形を交互に持つ。このレティクルを、検知器の前で一定の回転数で回転させることによって、標的の像を周期的に遮断して振幅変調信号を取り出すことができ、検知セルに入るIRエネルギーは、レティクルの変化部分が目標を通過するときに、デューティサイクル50パーセントの方形波パターンをもつ。目標の方向がレティクルの中心に近づくと、透明の楔形部分が狭くなることで、そのエネルギーが減少することから、誤差信号は操舵誤差角とともに変化する。
より複雑なレティクルとして用いられるようになったのが車輪レティクル（wagon wheel reticle）である。これはレティクルを固定し、円錐走査パターンで動くように光学系を回転させて、像の軌跡がちょうどレティクルの半分になるようにするものである。目標が軸上にあるときは信号のon-offの時間が同じであるが、軸から上にずれるとon-offの時間に差が出ることから、周波数変調信号を取り出すことができる。同じ原理でレティクル回転式とすることもあるが、この場合は模様に工夫が必要となる。
またこのほかにも、多周波レティクルや湾曲スポークレティクルなどがある。

### 検知器
レティクル追尾方式の場合、シーカーの視野に対応した面積の単一の検知素子が用いられる。ここで用いられる赤外線センサには、大別して、熱型検知器と量子型検知器の2種類がある。
熱型検知器
もっとも初期のIRH誘導システムは、硫化鉛（PbS）フォトレジスタによる赤外線センサを採用していた。検知波長はおおむね1〜3マイクロメートル（µm）の近・短波長赤外（N/SWIR）帯域であり、これは、ジェット排気口の赤外線放射帯域におおむね相当する。このため、このシステムは主として対空ミサイルに用いられたが、追尾点の明瞭な視界を得て効果的に追尾するには、ミサイルは航空機の後方から接近する必要があった。
このシステムは必ずしも冷却する必要はなかったが、PbS検知器を導入した最初期のミサイルにあたるアメリカのサイドワインダーの場合、熱雑音を低減して感度を向上させるため、AIM-9D型以降ではセンサーを冷却する措置が導入されるようになった。
量子型検知器
上記のように、実用化の面では熱型検知器が先行したものの、応答速度が遅く、検出能力が低いという問題があったことから、量子型検知器の実用化とともに、ミサイルシーカーの大部分はこちらに移行した。
受光素子としてはアンチモン化インジウム（InSb）やセレン化鉛フォトダイオードなどが用いられる。この赤外線センサは、PbSによるものより波長が長い中波長赤外（MWIR）帯域を検知することができた。
これによって、排気口そのものではなく、ここから排出されたプルームの探知が可能となった。プルームへの探知はアスペクト依存性が大きいとはいえ、機体のほぼ全周に渡って捕捉でき、全方位交戦能力を実現できた。また、フレアへの耐性も優れていた。
また続いて実用化されたテルル化カドミウム水銀（HgCdTe）を用いた赤外線センサであれば、中波長赤外線に加えて、長波長赤外線にも対応できた。この2波長センサは空気力学的に加熱された航空機外板や常温の目標を追尾できたほか、赤外線妨害技術への抗堪性向上（IRCCM能力の増強）効果もあった。

## 赤外線画像誘導方式
画像誘導方式も、赤外線を利用するという観点からは昔ながらのレティクル方式と大差はなく、感度の計算や追尾距離なども同様に扱うことができる。しかし、目標を赤外線の点の集合として扱うレティクル方式と比べて、広がりのある点の分散として扱う画像誘導方式には多くの利点がある。
画像を得る方式には、単素子あるいは列素子を機械走査と組み合わせる方式と、面素子や撮像管による電子走査との2通りがある。単素子で像を得るためには縦・横方向ともに光学系で走査する必要があり、ラスタースキャンが古典的である。走査方法として、多面体の鏡を横方向に回転し、縦方向は平面鏡の往復運動でこのような走査を実現できる。またロゼットパターンでのスキャンを行う場合もある。
電子走査で像を得る面素子 (focal-plane array, FPA) の場合、目標と背景の像は素子面に焦点を結ぶ。多素子になればなるほど視野角が広くなり、周辺では収差により像がぼけてくる傾向がある。ミサイルの用途として、素子数は必ずしも多ければ多いほどよいわけではない。文献によっては、捕捉距離において目標のエネルギーを受信可能なピクセル数として約20という数を挙げているものもある。また素子数が多すぎると処理に要する時間が長くなりすぎるという問題もあり、64×64素子あるいは128×128素子が通常用いられる。

## レーザー誘導
レーザー誘導（英語: Laser homing guidance）は、レーザー目標指示装置から目標に対してレーザー光を照射し、目標からの反射光をミサイルのシーカーで捉えることで、その方向へミサイルを誘導する方式である。すなわち、基本的にはセミアクティブ方式（セミアクティブ・レーザー・ホーミング、SALH）に限られる。また本項で扱うホーミング誘導のほか、指令誘導として行われることもある。
レーザーは通常パルス波を用いるが、発振方式の関係から、パルス幅は10から100ナノ秒程度と狭くなる。この短い時間に走査する必要上、レティクル追尾方式では回転が間に合わず、四分割（四象限追尾）方式の検知器が使用される。これは4つの象限に分割された検知器によって目標像を分割して受光し、各素子間のエネルギー分布から目標の方向を識別するものである。目標が光軸上にあれば4つの素子は各々同じ出力となり、光軸からずれるに従い、素子の出力も変化する。この方式は検出系は非常に簡単だが、背景を抑圧する能力がないため、レーザー誘導でのみ用いられているものである。

## 対抗策
パッシブ式、セミアクティブ式共にフレアやAN/ALQ-144や汎用赤外線妨害計画の一環として指向性赤外線妨害装置や民間航空機用では民間航空機ミサイル保護システムのフライト・ガードやノースロップ・グラマン・ガーディアンのような光波妨害技術によって無力化が可能。

## 主な赤外線誘導弾

### 空対地誘導弾
- ケ号爆弾

### 空対空誘導弾
- AIM-4C/D (GAR-2A/B)
- ファイアストリーク
- サイドワインダー
- R-60

### 携帯型地対空誘導弾
- FIM-43
- 9K32
- 9K34
- 9K38 イグラ
- FIM-92 スティンガー
- HN-5
- 91式携帯地対空誘導弾
- ミストラル
- HN-6